# Губино (Владимирская область)
Губино — деревня в Селивановском районе Владимирской области России, входит в состав Малышевского сельского поселения.

## География
Деревня расположена близ автодороги Владимир — Муром — Арзамас в 10 км на юго-восток от центра поселения села Малышево и в 24 км на юг от райцентра рабочего посёлка Красная Горбатка.

## История
Деревня впервые упоминается в окладных книгах 1676 года в составе Коробщиковского прихода, в ней числились 1 двор помещиков и 6 дворов крестьянских.
В конце XIX — начале XX века деревня входила в состав Драчёвской волости Меленковского уезда. В 1859 году в деревне числилось 17 дворов, в 1905 году — 40 дворов.
С 1929 года деревня входила в состав Драчевского сельсовета Селивановского района, с 2005 года в составе Малышевского сельского поселения.
В 1981 году в деревне организована Губинская восьмилетняя школа на месте Санчуговской начальной школы.

## Население
| 1859 | 1905 |
| ---- | ---- |
| 163  | 234  |

| 1859 | 1905 | 1926 | 2002 | 2010 | 2021 |
| ---- | ---- | ---- | ---- | ---- | ---- |
| 163  | ↗234 | ↗259 | ↗595 | ↘468 | ↗479 |

## Инфраструктура
В деревне имеютя Губинская начальная общеобразовательная школа, детский сад №14, фельдшерско-акушерский пункт, сельский дом культуры, отделение почтовой связи.